# Husnija Kamberović
Husnija Kamberović (Mionica pokraj Gradačca, 6. rujna 1963.), bosanskohercegovački je povjesničar. 

## Životopis
U Gradačcu je završio osnovno i srednje obrazovanje. Na odsjeku za povijest Filozofskog fakulteta u Sarajevu diplomirao je 1987. godine. Na Filozofskom fakultetu u Zagrebu magistrirao je 1991. a doktorirao 2001. godine. Radio je u Institutu za povijest u Banjoj Luci od 1988. do 1989. godine, a nakon toga u Institutu za povijest u Sarajevu. Od 2002. do 2016, bio je ravnatelj tog instituta. Na Odsjeku za povijest Filozofskog fakulteta u Sarajevu predaje povijest jugoistočne Europe od 1918. do 1995. i povijest BiH od 1918. do 1995. godine. Sudjelovao je na većem broju znanstvenih skupova i objavio veći broj radova, članaka, rasprava, polemika, enciklopedijskih priloga,...

## Djela
- Prema modernom društvu. Bosna i Hercegovina od 1945. do 1953. godine (Tešanj, 2000)
- Husein-kapetan Gradaščević (1802 - 1834): Biografija (Gradačac, 2002)
- Begovski zemljišni posjedi u Bosni i Hercegovini od 1878. do 1918. godine (Zagreb-Sarajevo, 2003)
- Mehmed Spaho (1883-1939) Politička biografija (Sarajevo, 2009)
- Hod po trnju. Iz bosanskohercegovačke historije 20. stoljeća (Sarajevo, 2011)
- Historiografija u Bosni i Hercegovini u službi politike (Zagreb, 2012)
- Džemal Bijedić. Politička biografija, (Mostar, 2012)
- Džemal Bijedić - 100 godina od rođenja i 40 godina od smrti: zbornik radova (Mostar, 2018)

## Vanjske poveznice
Husnija Kamberović